# Roberta de Orleans
Roberta de Orleans (Madrid, 11 de marzo de 1890) fue una infanta española del siglo XIX muerta al nacer.

## Biografía
Fue la tercera y última de los hijos del matrimonio formado por la infanta Eulalia de Borbón (hija de Isabel II y del rey Francisco de Asís) y el infante Antonio María de Orleans. Sería además la única mujer.
Antes de su nacimiento, su tía la reina regente María Cristina de Austria, en nombre de su hijo Alfonso XIII había venido en decretar que el príncipe o princesa que naciese sería infante de España.
El 12 de marzo de 1890, a las 7 menos cuarto de la mañana nació aunque muerta debido a una asfixia.

Fue enterrada, dos días después, en el Panteón de los Infantes del Monasterio de El Escorial, en la sexta cámara sepulcral en el célebre mausoleo de párvulos bajo el  siguiente epitafio:
INFANS FEMINA, ELISABETH II, NEPOS